# Язвицево (Вологодский район)
Язвицево — деревня в Вологодском районе Вологодской области близ впадения реки  Ершовка в Тошню.
Входит в состав Сосновского сельского поселения, с точки зрения административно-территориального деления — в Сосновский сельсовет.
Расстояние по автодороге до районного центра Вологды — 26,5 км, до центра муниципального образования Сосновки — 7 км. Ближайшие населённые пункты — Шеломово, Корюкино, Терпелка, Клюшниково, Князево, Авдотьино, Стризнево.
По переписи 2002 года население — 7 человек.